# Paracerceis dollfusi
Paracerceis dollfusi is een pissebed uit de familie Sphaeromatidae. De wetenschappelijke naam van de soort is voor het eerst geldig gepubliceerd in 1985 door Atilio Lombardo.